# Alexander Konstantinowitsch Scholkowski

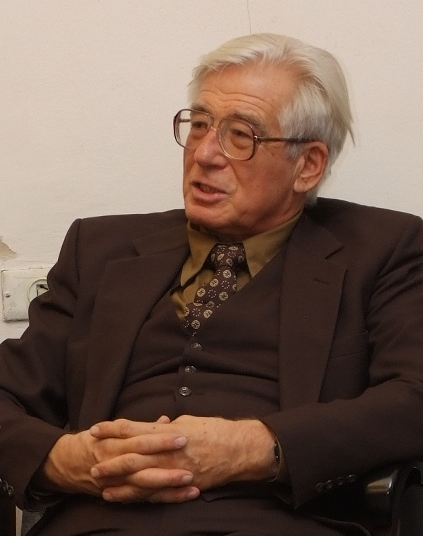
Alexander Konstantinowitsch Scholkowski

Alexander Konstantinowitsch Scholkowski (russisch Александр Константинович Жолковский, wiss. Transliteration Aleksandr Konstantinovič Žolkovskij; * 8. September 1937 in Moskau) ist ein russischer Linguist, Literaturwissenschaftler und Schriftsteller.
Scholkowski besuchte die Philogische Fakultät der MGU bis 1959. 1979 emigrierte er aus der Sowjetunion und lebt seit 1980 in Santa Monica in den USA. Er unterrichtet an der University of Southern California.
Zusammen mit Igor Meltschuk konzipierte er das Bedeutung-Text-Modell. Autor von literaturwissenschaftlichen Monographien über Babel (zs. mit M. Jampolski) und Soschtschenko. Als Schriftsteller verfasste er zahlreiche Erzählungen und Vignetten.